# Checa (Guadalajara)
Checa es un municipio español de la provincia de Guadalajara, en la comunidad autónoma de Castilla-La Mancha. Perteneciente a la comarca del Señorío de Molina-Alto Tajo, tiene una población de 271 habitantes (INE 2024). 

## Geografía
Está situado en el sudeste de la provincia de Guadalajara, enclavado en un valle, flanqueado por dos altos cerros, el Picorzo y Pedro Maza, y un hermoso pinar que se conoce como dehesa de La Espineda.
Geográficamente se sitúa en la parte castellana del sistema Ibérico, más concretamente en la zona de contacto entre la sierra de Albarracín y la serranía de Cuenca. Desde 1998 forma parte del parque natural del Alto Tajo, por lo que su riqueza natural, en cuanto a flora y fauna se refiere, es muy diversa y rica.
El territorio está surcado por los ríos Cabrillas, Hoz Seca y Tajo. Las elevaciones medias oscilan entre 1600 y 1800 m, destacando: El Mojón Blanco con 1792 m, alto de las Molederas con 1576 m, cerro Saya Parida con 1587 m, Sumidero del Cubillo con 1446 m. Otro accidente geográfico a destacar es la cueva del Tornero. El clima es de tipo mediterráneo húmedo, los veranos son de corta duración y frescos, y los inviernos muy duros (en el invierno de 1952 se registraron -28 °C).
Limita al este con Orea, al sureste con Albarracín, provincia de Teruel, y al sur con Tragacete, dentro de la provincia de Cuenca. En su vertiente occidental, linda con Beteta, provincia de Cuenca y con Peralejos de las Truchas, perteneciente ya a la provincia de Guadalajara. Por el norte, Checa limita con Chequilla, Traíd y Alcoroches.

## Economía
La economía de Checa se basa fundamentalmente en:
- Ganadería: Es un pueblo que durante mucho tiempo ha practicado la trashumancia. Actualmente esta práctica está cada vez más en desuso.
- Agricultura: Tanto de grandes extensiones de terreno, con cultivos como el trigo o la cebada, como en pequeñas huertas familiares para consumo personal, con cultivo de hortalizas, sobre todo de patatas, judías y tomates.
- Industria de la madera: Checa cuenta con una gran serrería y una carpintería.

También existen retenes o brigadas de lucha contra incendios forestales y diversos trabajos de acondicionamiento y cuidado del monte. Últimamente también se intenta impulsar el turismo rural.

## Historia

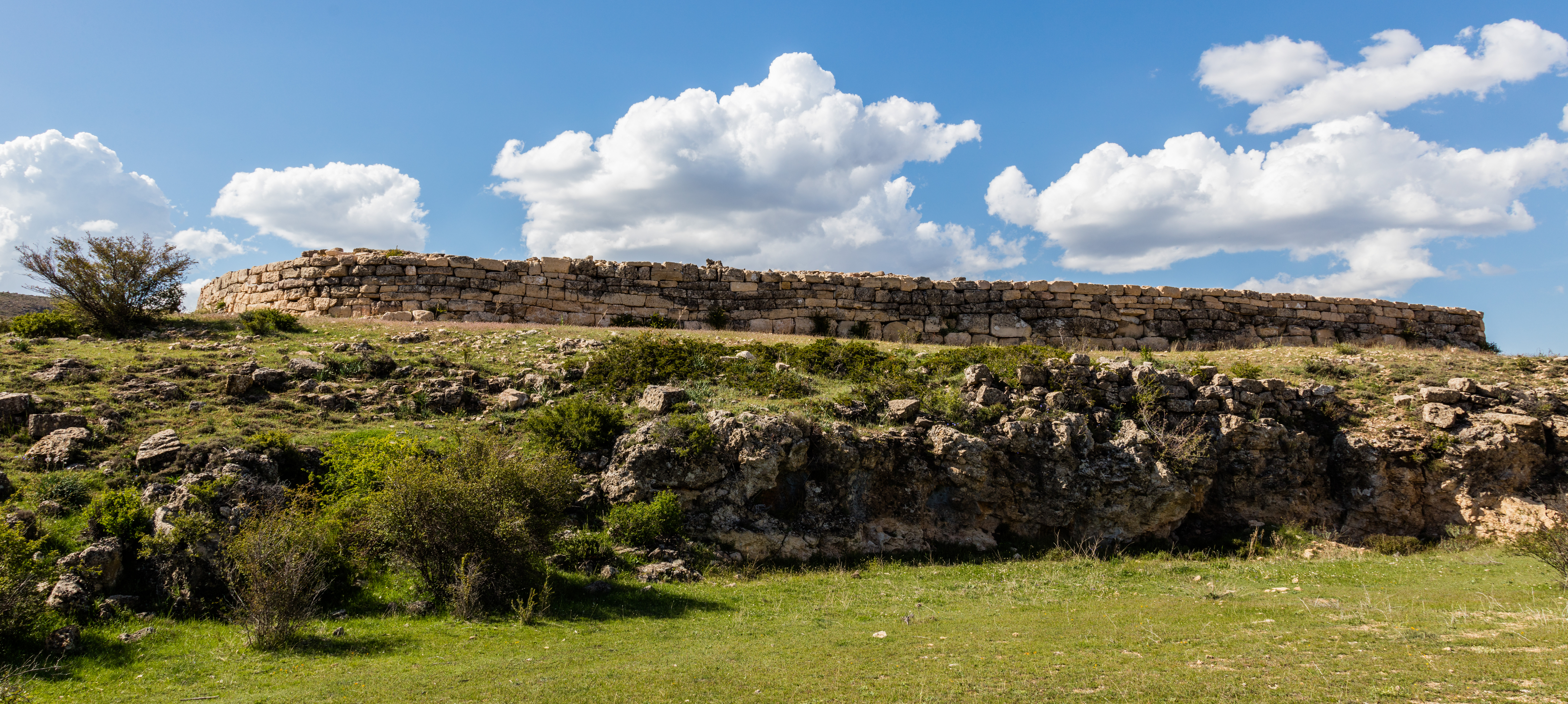
Castil de Griegos

La existencia de Checa puede suponerse muy antigua. En el lugar denominado «Castil de Griegos» hubo sin duda alguna un importante castro celtíbero, como lo confirman los restos de muralla, pequeños fragmentos de cerámica y de hierro labrado entre las ruinas. Por allí asentó posteriormente un campamento, fortín o castro romano, que se ha querido identificar con la ciudad de Cástulo o la mansión de Urbiaca.
En otros lugares del término municipal también se han encontrado claros indicios de habitación prehistórica, todavía por estudiar de un modo científico. No es raro que incluso los árabes tuvieran algún punto vigilante en este enclave, pues es de paso hacia más intrincadas sierras pletóricas de metales, bosques y riquezas. Tras la reconquista y repoblación de Sierra Molina, Checa queda incluida en el Fuero molinés y en su común de villa y tierra, y ya como pueblo de importancia es señalado en el testamento de D.ª Blanca, quien se lo dona a Ucenda Resguejera.
En el siglo XIV el rey de Aragón Pedro IV, durante los seis años que fue señor de Molina, dejó a Checa en señorío de Juan García de Vera. Después, ya en el siglo XV alcanzó el título de villa eximida con jurisdicción propia. Siempre fue rico, y especialmente en el siglo XVII una buena parte de su población se dedicó a la industria extractiva del hierro, y a trabajar en la corta de bosque y gran aserradero de madera, que con ingeniosa técnica hidráulica, había en los alrededores de la villa. Numerosos hidalgos, algunos procedentes del país vasco-navarro, llegaron por entonces al lugar.
Hacia mediados del siglo XIX, la localidad contaba con una población de 1201 habitantes. Aparece descrita en el séptimo volumen del Diccionario geográfico-estadístico-histórico de España y sus posesiones de Ultramar de Pascual Madoz de la siguiente manera:

CHECA: v. con ayunt. en la prov. de Guadalajara (27 leguas), part. jud. de Molina (6), aud. terr. de Madrid (37), c. g. de Castilla la Nueva, dióc. de Sigüenza (17). sit. entre elevados cerros poblados de hermosos y robustos pinos, le combaten los vientos N. y S., y su clima, aunque frio, es muy sano: tiene 380 casas, entre ellas una del conde de Priego, con cómodas habitaciones y un buen esquileo; otra del conde de Clavijo, que tambien ofrece bastantes comodidades; la consistorial, edificio muy capaz y sólido de sillería y mampostería, en la que se encuentra un patio abierto de 50 pies de longitud y 20 de latitud, que sirve de trinquete, una espaciosa sala de sesiones con una galería corrida á todo su frente, graneros, cárcel segura, aunque insalubre y húmeda, cocina y habitacion para la escuela de instruccion primaria, á la que concurren 100 alumnos bajo la direccion de un maestro dotado con 1600 rs.; hay tambien otra escuela de niñas concurrida por 60 de éstas, cuya maestra no percibe mas que la retribucion de 2 rs. mensuales, que paga cada una de las discípulas; contiguo á la casa de ayunt. hay un molino harinero de balsa: la igl. parr. (San Juan Bautista), es matriz de la de Chequilla, la sirven un cura de provision real y ordinaria en concurso, y un beneficiado; el templo es de tres naves, tiene 96 pies de longitud y 57 de latitud, hay 6 altares, el mayor muy recargado de adornos, y sin que llame la atención otra cosa que el hallarse todo dorado, los cuatro colaterales son sencillos, pero graciosos; y el otro sin mas mérito que un precioso crucifijo de talla: en su torre de espadaña, está el reloj público que es muy bueno. Confina el térm. N. Traid; E. Orea; S. sierra de Molina, sirviendo de línea divisoria el arroyo Hoz-seca, y O. Peralejo y Chequilla; dentro de esta circunferencia se encuentran 4 ermitas (la Soledad, Sta. Ana, el Stmo. Cristo y San Sebastian); hay tambien las ruinas de 7 cast. ó fuertes, entre los que llama particularmente la atención, el titulado Castil-griegos, colocado en la cúspide de un cerro redondo y de bastante elevacion, de difícil y áspera subida por N. y O., resguardado por el S. de enormes y elevados peñascos, y accesible únicamente por el E.: la circunferencia de la cima del cerro es un cuadrilongo de 170 pies de largo por 70 de ancho circunvalado de un gran foso; en el centro se encuentra el espresado fuerte, del cual aun se conservan trozos de muralla de piedra, muy sólida con tres varas de elevacion y otras tantas de espesor, sus entradas son dos subterráneas, la una tiene dos salidas formando un áugulo obtuso, y la otra se dirige al interior, hallándose al fin de ésta un foso picado en piedra viva, y vestigios de un fortín para su defensa: se encuentran muchas bocas ó hundimientos, que denotan hallarse minado todo aquel terreno, habiendo entrado diferentes personas por uno de los indicados boquerones, sin que al cabo de dos horas hubiesen encontrado el punto donde termina. El terreno en lo general es quebrado y montuoso, con mucho bosque de pinar en todas direcciones; le bañan el r. Cabrilla que pasa tocando á las casas de la pobl. en direccion de E. á O.; el arroyo llamado de las Truchas, que desagua en aquel dentro de la jurisdiccion; el Genitoris que nace dentro del térm. á las inmediaciones de la ermita de San Sebastian, y atraviesa la v. dividiéndola en dos barrios; toma su origen de una fuente que brota en las paredes de una huerta, y debajo de su nacimiento hay varias cuevas incrustadas de graciosas petrificaciones formadas por el agua que se infiltra; á poca distancia se precipita por una elevacion de mas de 100 pies, formando al caer una agradable cascada; contribuyen con sus aguas á este r., una fuente que nace muy cerca de la anterior; otra que brota á mas distancia, por seis manantiales muy cercanos entre sí, que arroja cada uno un brazo de agua en forma de surtidores, elevándose á 1/2 vara de la superficie de la tierra; y el arroyo titulado de la Vega; sin salir de la jurisdicción confluye el Genitoris con el Cabrilla, cuyo paso facilitan dos pontones de madera, sobre estribos de piedra; atraviesan el térm. formando la línea divisoria dos ramblas llamadas de Hoz-seca y Villarejo, de curso interrumpido, y en diferentes direcciones salen varios manantiales que formando pequeños arroyos van á desaguar en los precitados r.: comprende el térm. unas 3.000 fan. de tierra en cultivo, cuya tercera parte es de mediana calidad; de regadío hay 150 y aun podrían disfrutar de este beneficio muchas mas; tambien se encuentran tres dehesas, la llamada Espineda al N., de 4 horas de circunferencia, poblada de robustos y hermosos pinos, algunos de hasta 70 y mas pies de elevación, escelentes pastos para ganado vacuno y yeguar, muchos frutales silvestres, abundancia de esquisita fresa y moras de zarza; la deh. titulada de la Vega, sit. al S., y la del Cubillo poblada de pinar, con escelentes pastos de verano, en cuya entrada se hallan vestigios de población denotando que se compondría de unas 120 casas; hacia el centro de la misma deh. y sitio que dicen los Casares, se encuentran las ruinas de un pequeño pueblo, y al estremo del S., en el punto denominado Castillarejos, se ven asimismo ruinas que indican ser de una gran poblacion con buenos edificios. caminos: los que dirigen á los pueblos limítrofes, todos de herradura y en malísimo estado, por la escabrosidad del terreno. correo: se recibe y despacha en la adm. de Molina por un baligero que pagan diferentes pueblos. prod.: trigo puro, común, cebada, avena, guisantes, guijas, patatas, hortalizas, leñas de combustible y carboneo, maderas de construccion, fresa y abundancia de buenos pastos, con los que se cria ganado lanar, cabrio, vacuno, mular y yeguar; mucha caza de venados, corzos, liebres, conejos, perdices y ardillas; en los r. se pescan esquisitas truchas y anguilas; hay minerales de hierro y otros metales; en el siglo pasado se principió á esplotar una mina de plata y se abandonó por sus cortos productos; tambien hay dos canteras, una de lapiz negro de escelenle calidad, y otra de blanco, llamado comunmente jabón de sastre, muy dócil para trabajarse y de una estremada suavidad. ind.: la agrícola, la arrieria, que va decayendo algun tanto, 4 molinos harineros, corte y aserrado de maderas para combustible, carboneo y construccion, algunos de los oficios y artes mecánicas mas indispensables y una ferreria. comercio: esportacion de productos de la industria, algun ganado y sobrante de frutos, é importacion de los art. de consumo que faltan; hay 3 tiendas de toda clase de tegidos y 7 de abaceria. pobl.: 318 vec. y 1,201 alm. cap. prod.: 3.987,000 rs. imp.: 398,700. contr.: 19,161. presupuesto municipal 12,000 rs., se cubre con los fondos de propios y arbitrios.
(Madoz, 1847, pp. 311-312)

Patria chica del jurista y político Lorenzo Arrazola García (1797-1873), senador, diputado y presidente del Consejo de Ministros en 1864.
De la ilustre familia de liberales formada por varias generaciones de los López Pelegrín, en Checa nació Francisco López Pelegrín, liberal que alcanzó el puesto de procurador del Real Señorío de Molina y formó parte, como diputado, de las primeras Cortes españolas, las de Cádiz, que en 1812 elaboraron la primera Constitución. Defendió en aquella ocasión los tradicionales derechos del Señorío molinés y de sus gentes, siendo escuchado y obteniendo para el territorio una Diputación propia.

## Demografía
Checa cuenta con una población de 271 habitantes (INE 2024).
| Gráfica de evolución demográfica de Checa entre 1842 y 2021                                                         |
| |
| Población de derecho según los censos de población del INE Población de hecho según los censos de población del INE |

| 1900 | 1910 | 1920 | 1930 | 1940 | 1950 | 1960 | 1970 | 1981 | 1990 | 1995 | 2000 | 2005 | 2006 | 2013 |
| ---- | ---- | ---- | ---- | ---- | ---- | ---- | ---- | ---- | ---- | ---- | ---- | ---- | ---- | ---- |
| 1248 | 1223 | 1081 | 930  | 830  | 860  | 927  | 688  | 375  | 496  | 443  | 410  | 359  | 339  | 312  |

Fuente de los datos: INE.

## Monumentos

### Monumentos religiosos
La iglesia parroquial, obra arquitectónica simple, del siglo XVII, sin detalles artísticos a señalar. En su interior hay varios altares de estilo barroco, no meritorios. El mayor muestra grandes tallas de la misma época. En la sacristía se conservan algunas buenas obras de orfebrería.

### Monumentos civiles
Por el pueblo repartidas hay varias casonas molinesas, entre las que cabe citar la de los Pelegrines, del siglo XVIII, en la plaza mayor, con escudos sobre puerta y balcones; la de los García o Condes de Clavijo, cuyo escudo remata la clásica fachada, en la que además se admiran buenos ejemplares de forja popular; su interior es interesante y está en buenas condiciones de conservación. El edificio del Ayuntamiento preside la plaza mayor, es obra del siglo XVIII, con gran fachada en la que luce balcón corrido, torreta para el reloj, y puerta de entrada, así como gran arco anejo que da paso a una calle lateral. También en la plaza destaca la fuente pública, un gran elemento típico, de sillar y aspecto magnífico, construida en 1905.

## Fiestas patronales
Las fiestas patronales son el 24 de agosto en honor del patrón San Bartolomé. Del día 23 de agosto al 27 de ese mismo mes.